# Ann Malcolm
Ann Malcolm (* 25. März 1964 in Belle Plaine, Iowa) ist eine amerikanische Jazzsängerin und klassische Saxophonistin.

## Leben und Wirken
Malcolm spielte ab dem fünften Lebensjahr Klavier, mit zehn Jahren verlegte sie sich aufs Saxophon. Sie studierte an der University of Iowa Saxophon bis zum Bachelor und absolvierte den Masterstudiengang am New England Conservatory in Boston bei Ran Blake. In dieser Zeit besuchte sie Gesangs-Workshops bei Sheila Jordan und hatte Unterricht bei Helen Merrill in New York City. Sie bildete ein Duo mit dem New Yorker Gitarristen Paul Meyers. Nach ihrem Umzug nach Europa setzte sie ihre Saxophonstudien fort an der Musik-Akademie der Stadt Basel in der Konzertklasse von Iwan Roth und ihre Gesangsausbildung bei Jacob Keller in Bern, Eva Csapó und Eva Krasznai in Basel. Malcolm sang mit der Peter Jacques Band, dem Alex Bally Orchestra, Stage Four, dem Victor Burghardt Orchestra, dem Vince Benedetti Tentet sowie der Heritage Big Band. 1992 trat sie mit dem Trio Cojazz (Andy Scherrer, Isla Eckinger und Peter Schmidlin) beim Montreux Jazz Festival auf; mit dieser Gruppe spielte sie auch weitere Alben ein. Mit Kenny Barron nahm sie bei Rudy Van Gelder das Album Incident'ly auf, das 1994 in die Auslese der zehn besten Gesangsaufnahmen in Japan kam. Ab 1996 leitete sie ihre eigene Band mit Robi Lakatos sowie wechselnden Rhythmusgruppen, die mit Reggie Johnson bzw. Bänz Oester, Keith Copeland, John Betsch oder Julio Barreto, die teilweise mit Andy Scherrer zum Quintett erweitert wurde. Weiterhin nahm sie mit Renato Anselmi, Thomas Moeckel, Ákos Holéczy und dem Ten in One Orchestra auf.
Malcolm unterrichtet seit 1984 Saxophon an der Musikschule Arlesheim und wird als Saxophonistin regelmäßig von klassischen Orchestern in der Schweiz und in Deutschland engagiert. Neben die Tätigkeit als Gesangslehrerin in Basel an der Jazzschule Basel trat 2007 die Lehre als Professorin für Jazzgesang an der Hochschule für Musik und Darstellende Kunst Mannheim.

## Diskographische Hinweise
- Cojazz Featuring Ann Malcolm - Invitation (mit Peter Schmidlin, Andy Scherrer und Isla Eckinger; TCB, 1989)
- Incident’ly (mit Kenny Barron, Andy Scherrer, Don Sickler, Ray Drummond, Keith Copeland; Sound Hills 1993)
- Shadows Who Dance (Mons 2007)
- The Crystall Paperweight (mit Tom Harrell, Domenic Landolf, Andy Scherrer, Colin Vallon, Alejandro Rutkaskaus, Daniel Pezzotti, Patrice Moret, Wolfgang Zwiauer, Dejan Terzic; Abeat 2010)
- Ann Malcolm/Florian Favre Essence (Mons 2014)

## Lexigraphische Einträge
- Bruno Spoerri (Hrsg.):  Biografisches Lexikon des Schweizer Jazz  CD-Beilage zu: Spoerri, Bruno (Hrsg.): Jazz in der Schweiz. Geschichte und Geschichten. Chronos-Verlag, Zürich 2005, ISBN 3-0340-0739-6